# العلاقات السنغالية السويدية
العلاقات السنغالية السويدية هي العلاقات الثنائية التي تجمع بين السنغال والسويد.

## مقارنة بين البلدين
هذه مقارنة عامة ومرجعية للدولتين:
| وجه المقارنة                                              | السنغال                                              | السويد                                                                               |
| --------------------------------------------------------- | ---------------------------------------------------- | ------------------------------------------------------------------------------------ |
| المساحة (كم2)                                             | 196.72 ألف                                           | 450.30 ألف                                                                           |
| عدد السكان (نسمة)                                         | 15.85 مليون                                          | 10.16 مليون                                                                          |
| الكثافة السكانية (ن./كم²)                                 | 80.57                                                | 22.56                                                                                |
| العاصمة                                                   | داكار                                                | ستوكهولم                                                                             |
| اللغة الرسمية                                             | لغة فرنسية، اللغة الولوفية، باديارا ‏، اللغة البلنتية | اللغة السويدية، لغات السامي، اللغة الفنلندية، منكيلي، اللغة الرومنية، اللغة اليديشية |
| العملة                                                    | فرنك غرب أفريقي                                      | كرونة سويدية                                                                         |
| الناتج المحلي الإجمالي (بليون دولار)                      | 16.37 مليار                                          | 538.04 مليار                                                                         |
| الناتج المحلي الإجمالي (تعادل القوة الشرائية) بليون دولار | 36.62 مليار                                          | 469.01 مليار                                                                         |
| الناتج المحلي الإجمالي الاسمي للفرد دولار أمريكي          | 899                                                  | 50.58 ألف                                                                            |
| الناتج المحلي الإجمالي للفرد دولار أمريكي                 | 2.33 ألف                                             | 45.30 ألف                                                                            |
| مؤشر التنمية البشرية                                      | 0.466                                                | 0.907                                                                                |
| رمز المكالمات الدولي                                      | +221                                                 | +46                                                                                  |
| رمز الإنترنت                                              | .sn                                                  | .se                                                                                  |
| المنطقة الزمنية                                           | 00                                                   | توقيت وسط أوروبا، ت ع م+01:00، ت ع م+02:00، أوروبا/ستوكهولم ‏                         |

## منظمات دولية مشتركة
يشترك البلدان في عضوية مجموعة من المنظمات الدولية، منها:
| علم المنظمة | اسم المنظمة                               | تاريخ انضمام السنغال | تاريخ انضمام السويد |
| ----------- | ----------------------------------------- | -------------------- | ------------------- |
|             | منظمة الشرطة الجنائية الدولية             | ?                    | ?                   |
|             | منظمة التجارة العالمية                    | ?                    | 1995                |
|             | البنك الدولي للإنشاء والتعمير             | 31 أغسطس 1962        | 31 أغسطس 1951       |
|             | منظمة حظر الأسلحة الكيميائية              | ?                    | ?                   |
|             | مؤسسة التنمية الدولية                     | 31 أغسطس 1962        | 24 سبتمبر 1960      |
|             | الأمم المتحدة                             | 28 سبتمبر 1960       | 19 نوفمبر 1946      |
|             | يونسكو                                    | 10 نوفمبر 1960       | 23 يناير 1950       |
|             | الاتحاد البريدي العالمي                   | ?                    | ?                   |
|             | المركز الدولي لتسوية المنازعات الاستشارية | 21 مايو 1967         | 28 يناير 1967       |
|             | مؤسسة التمويل الدولية                     | 31 أغسطس 1962        | 20 يوليو 1956       |
|             | الاتحاد الدولي للاتصالات                  | 15 نوفمبر 1960       | 1866                |
|             | البنك الإفريقي للتنمية                    | ?                    | ?                   |
|             | وكالة ضمان الاستثمار متعدد الأطراف        | 12 أبريل 1988        | 12 أبريل 1988       |
|             | الفريق المعني برصد الأرض                  | ?                    | ?                   |

## أعلام
هذه قائمة لبعض الشخصيات التي تربطها علاقات بالبلدين:
- عثمان سو (لاعب كرة قدم سويدي، 22 أبريل 1990[19] – )

## وصلات خارجية
- موقع وزارة الخارجية السنغالية
- موقع وزارة الخارجية السويدية